# Haller Lake

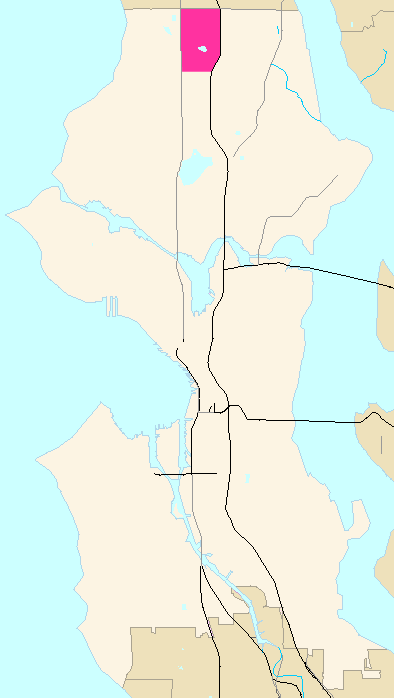
Das Stadtviertel Haller Lake in Seattle

Der Haller Lake (englisch) ist ein kleiner See im Norden des Zentralteils von Seattle im US-Bundesstaat Washington. Er ist nach Theodore N. Haller benannt, der die gleichnamige Ortschaft (heute ein Stadtviertel von Seattle) am See 1905 parzellierte. Sein Vater, Granville O. Haller, war einer von Seattles frühen Siedlern, ein Armee-Offizier, der eine große Zahl von Grundstücken in der Gegend ansammelte.
Die Duwamish nannten den See „etwas beruhigt“ (Lushootseed: seesáhLtub), möglicherweise darauf anspielend, dass der See ein Rückzugsort während der Sklavenüberfälle war. Die frühen Siedler benutzten den Namen „Welch Lake“, nachdem er in den 1880er Jahren von einem britischen Einwanderer namens John Welch in Besitz genommen war.
Der See liegt zwischen der N. 128th Street im Norden, der N. 122nd Street im Süden, der Densmore Avenue N. im Westen und der Corliss Avenue N. im Osten. Er nimmt eine Fläche von 15 Acres (etwa 6 ha) ein; Sein Volumen beträgt etwa 0,3 Mio. Kubikmeter und die maximale Tiefe liegt bei 36 ft (11 m). Das Ufer ist mit Ausnahme zweier öffentlich zugänglicher Punkte privat; diese Zugänge liegen an der Meridian Avenue N. mit einem Wegerecht am Nordufer und an der N. 125th Street mit einem Wegerecht im Westen. Der Haller Lake hat mit einem Einzugsgebiet von 280 Acres (113,3 ha) einen über ein Auslaufbauwerk gesteuerten Abfluss an der Westseite, der in den Lake Union entwässert.
Die Grenzen des gleichnamigen Stadtviertels sind die N. 145th Street im Norden, jenseits derer die Stadt Shoreline liegt, der N. Northgate Way im Süden, jenseits dessen das Stadtviertel Licton Springs liegt, die Washington State Route 99 (Aurora Avenue) im Westen, jenseits derer der Bitter Lake liegt und die Interstate 5 im Osten, hinter der das Viertel Jackson Park beginnt.
Innerhalb des Viertels liegt der Northacres Park, ein großer bewaldeter öffentlicher Park östlich des Sees an der 1st Avenue N.E.; die Ingraham High School, nördlich des Sees an der N. 130th Street; die Lakeside School, die Alma Mater der Microsoft-Gründer Bill Gates und Paul Allen, des Schauspielers Adam West und des früheren Gouverneurs von Washington, Booth Gardner, im Nordosten des Viertels; und das Northwest Hospital & Medical Center, welches einen Campus von 33 Acres (13,4 ha) südwestlich der N. 115th Street belegt.
Der Haller Lake Community Club, gerade nordwestlich des Sees gelegen (12579 Densmore Avenue N.), wurde 1922 als Haller Lake Improvement Club gegründet. Dort findet sich eine Wurlitzer-Theater-Orgel, die 1969 eingebaut wurde.